# ネグ・ゴリアック
ネグ・ゴリアック(バスク語: Negu Gorriak)は、バスク地方で活動していたロックバンド。意味はバスク語で「赤い冬」または「激しい冬」。ハードコア、ヒップホップ、スカ、レゲエなど、様々なジャンルを組み合わせたロックを特徴とする。バスク地方の分離独立活動についての政治的イデオロギー・政治的アイデンティティを前面に出している。

## 歴史

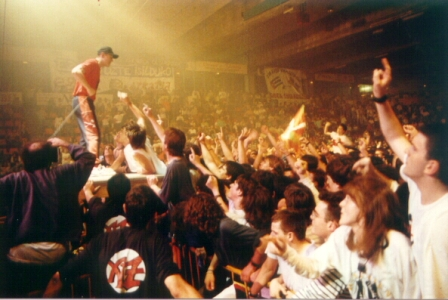
パンプローナでのライブ

1939年にスペイン内戦が終結し、フランシスコ・フランコを総統とした独裁政権が開始されると、スペイン・バスクに住むバスク人は自由を剥奪された。フランコ政権は基本的にはすべてのバスク文化を制限し、直ちにバスク語を根絶するための措置を取ったとされている。1936年に設立されていたバスクの公立大学（現バスク大学）は機能を停止され、バスク語で書かれた書籍は焼却され、学校・公共の場所・新聞・ラジオでのバスク語の使用は禁じられた。すべての公文書はスペイン語に翻訳する必要があり、バスク地方の市民は出生証明書・死亡証明書・その他の法的書類上でバスク語の名前の使用を許されなかった。1975年にフランコが死去すると、1978年にはスペイン1978年憲法が施行され、バスク地方はフランコ体制以前の自由を取り戻した。
1980年代のバスク地方ではパンク・ロックにも似たバスク・ラディカル・ロック・ムーヴメントが起こったが、ネグ・ゴリアックはその末期に登場したバンドである。1990年、フェルミンとイニゴのムグルサ兄弟、元コルタトゥのカキ・アルカラソによってネグ・ゴリアックが結成された。ネグ・ゴリアックが初のコンサートを行ったのは、 シウダ・レアル県のエレーラ・デ・ラ・マンチャ刑務所の正面であり、このことが政治問題に発展した。この刑務所はバスク祖国と自由(ETA)の政治活動家などが投獄されており、スペインでも最大限の警備体制を誇っていた。1990年末にはミケル・アネステシアが加わり、1991年にはミケル・バップが加わった。1996年に解散するまでこの5人で活動しつづけた。1991年のアルバム『大声で言え!』はマヌ・チャオをゲストに迎えているが、このアルバムに収録されている『Ustelkeria』という曲には、高官や治安警察が麻薬取引に関与しているとする歌詞があり、治安警察のエンリケ・ロドリゲス・ガリンド長官にも認知された。スペイン政府はバンドの表現方法を非難したが、政府がこのような行為を行ったのは、フランコ政権の終焉後初のことだった。バンドが活動休止してから5年後の2001年、これらの非難は記録から除去された。ネグ・ゴリアックは自身の法的な勝利を記念し、30,000人以上の観客の前でコンサートを行った。

## 音楽性・主張
彼らの曲の歌詞はすべてバスク語で書かれており、バスク語でのみ歌うことを選択していること、その活動方法や歌に込めたメッセージなどを通して、彼らは完全に政治運動に手を染めている。彼らのサウンドは、バスク・ラディカル・ロックとアメリカ合衆国のヒップホップのミックスであると定義することができる。バスク・ナショナリズム運動は、彼らの音楽性やメンバーの言動にも影響を与えた。バスクの人々はネグ・ゴリアックの存在を通じて、事実上完全な政治的・経済的・社会的・言語的な自治を楽しんでいるのである。メンバーのうち2人は、バスク語で意思疎通するために大人向けのバスク語学校（エウスカルテギ）に通った。これはバスク・ナショナリズム運動に対する強烈なメッセージであり、アイデンティティに関する言語の重要性の実証である。彼らはまた、トリキティシャ（ボタン式アコーディオン）など伝統的なバスクの楽器を音楽に取り入れている。
ネグ・ゴリアックの音楽は、アメリカ合衆国のヒップホップやアフリカ系アメリカ人のコミュニティに強い影響を受けている。アフリカ系アメリカ人に対してメッセージを広めるための好戦的なヒップホップの使用していたことで、もっとも大きな影響を受けたのはパブリック・エナミーだとしている。アフリカ系アメリカ人のコミュニティとバスク人は同様に虐げられ、彼らに自身の姿を見たとしており、バンドは彼らの弾圧に反対する活動も行っている。しかし、パブリック・エナミーがスペイン・ツアーを行った際、ネグ・ゴリアックはアメリカ合衆国から来たバンドが問題の原因に無知だったことに失望した。この時点でネグ・ゴリアックの人気は世界中で高まっていた。
スペイン政府への批判が露骨なネグ・ゴリアックの曲は、警察の残虐行為、教会などのスペインの機関、過去のフランコ政権を非難している。警察の残虐行為に関する「腐敗」という曲では、サン・セバスティアンの警察本部長を非難した。わずか数週間後、警察本部長は薬物の服用で有罪判決を受けた。このように、ネグ・ゴリアックは音楽を意見や自説の表現に用いるだけでなく、バスク州が置かれた状況の現実や、フランコ後のスペイン政府の限定的な警察についての若者への啓発にも使用している。フランコが既に死去したにもかかわらず、固有の言語や文化を参照してアイデンティティの感覚を若者に提供する形での誇りの表現を、バスク地方はいまだに必要としている。バンドは赤色の背景に交差した2本の斧が描かれたロゴを用いており、斧に1匹の蛇が巻きついているバスク祖国と自由(ETA)のシンボルとの関連を見いだす人もいる。このような好戦的なメッセージを持っており、バンドがマルコム・Xを含む多くの黒人政治運動家に心酔し、人種差別主義者の抑圧やヒップホップのような主流から外れた表現形式とのつながりを作っていることは驚きではない。
これらの理由から、ネグ・ゴリアックは若いリスナーに声を届けるためだけでなく、政治的急進性を持った政治声明を行うためにもヒップホップを使用している。『Esan Ozenki』というアルバムの『Napartheid』という曲（1990年）では、バスク文化やナバーラ地方のバスク人への差別を南アフリカでの合法化された人種差別システムに掛けている。さらにこの曲の歌詞では、「白人」をスペイン国家主義の恐怖や中央集権主義の象徴としている。アパルトヘイト政策とスペインの政治システムを結びつけ、不正義、人種差別、抑圧のテーマとして描いている。その後、この曲は制限的な機関に対する行動を求めている。これがネグ・ゴリアックの音楽の本質であり、問題に対する意識を形成するだけでなく、組織化や行動をも呼びかけている。このように、彼らは商業目的で音楽を作らない。彼ら自身の見解を表現する能力や彼らの言葉の効果が、音楽の選択の動機となっている。彼らのファンはその音楽を高く評価するだけでなく、彼らの政治的見解を世界中に広め、バスク・ナショナリズムから社会的抑圧や文化的解放についての普遍的なメッセージにまで広がった見解を認識している。

## メンバー

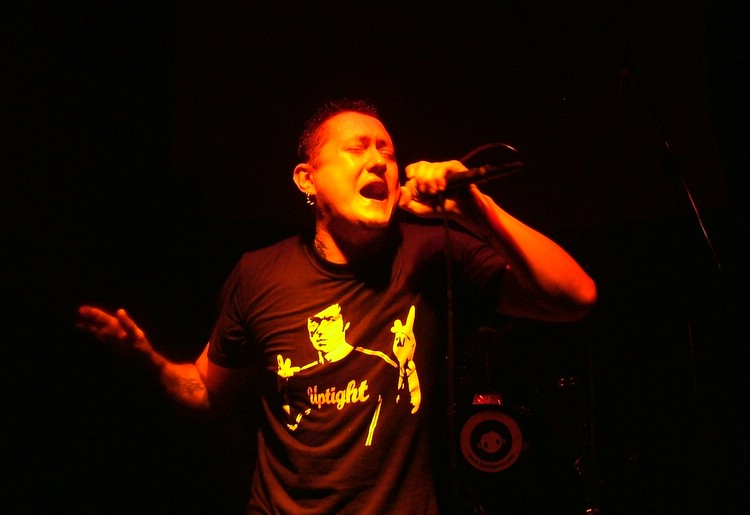
フロントマンのフェルミン・ムグルサ

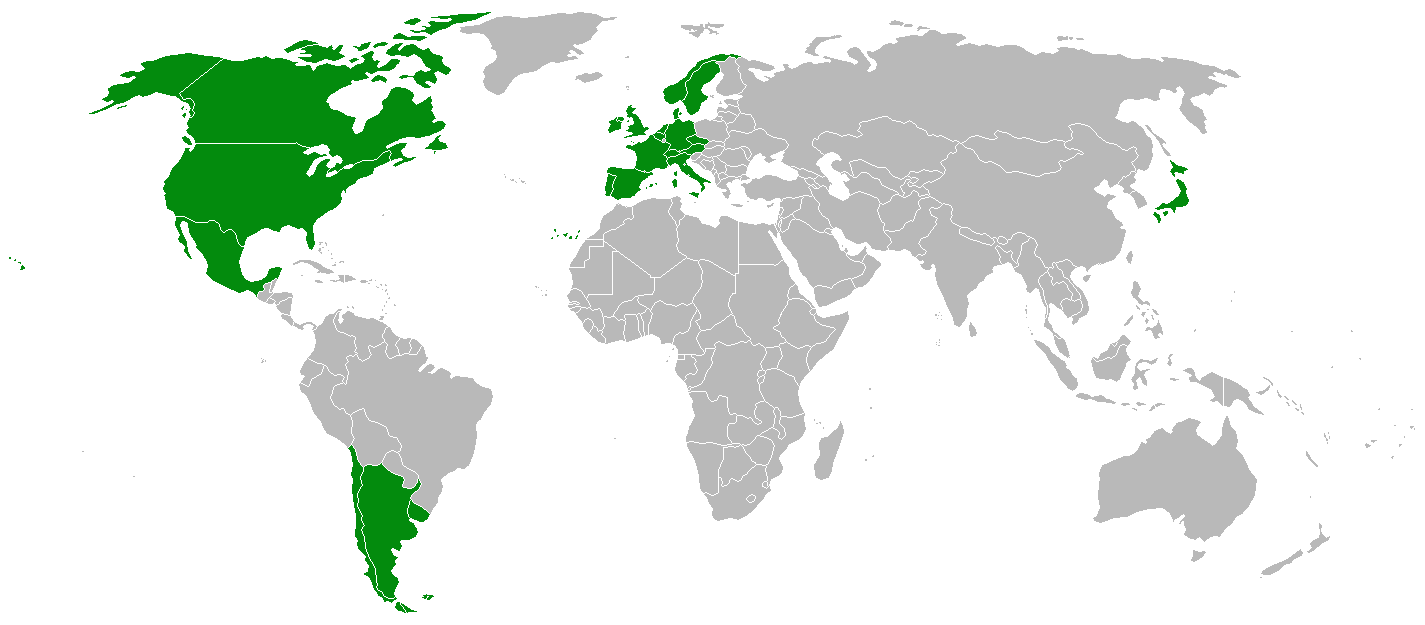
ネグ・ゴリアックの作品が発売された国（緑色）

- フェルミン・ムグルサ – リードボーカル（199-年-1996年）
- イニゴ・ムグルサ (Inigo Muguruza) – ギター（1990年-1996年）
- カキ・アルカラソ (Kaki Arkarazo) – ギター（1990年-1996年）
- ミケル・アネステシア (Mikel Anestesia) – ベース（1991年-1996年）
- ミケル・バップ (Mikel Bap) - ドラム（1991年-1996年）

## ディスコグラフィー
- 1990年 Negu Gorriak
- 1991年 Gure Jarrera『大声で言え!』
- 1991年 Gora Herria
- 1993年 Borreroak Baditu Milaka Aurpegi
- 1994年 Hipokrisiari Stop! Bilbo 93-X-30
- 1995年 Ideia Zabaldu
- 1996年 Ustelkeria
- 1996年 Salam, agur
- 2005年 1990-2001 (DVD + Live CD)

## 伝記
- Urla, Jacqueline (2001). "We are All Malcolm X!" Global Noise: Rap and Hip-Hop Outside the USA. Toni Mitchell. New York: Wesleyen UP.